# Saint-Maixent-l'École
Saint-Maixent-l'École är en kommun i departementet Deux-Sèvres i regionen Nouvelle-Aquitaine i västra Frankrike. Kommunen är chef-lieu över 2 kantoner som tillhör arrondissementet Niort. År 2022 hade Saint-Maixent-l'École 7 433 invånare.

## Befolkningsutveckling
Antalet invånare i kommunen Saint-Maixent-l'École
| Referens: INSEE |